# مقاطعة فولتون (إنديانا)
مقاطعة فولتون هي مقاطعة في إنديانا، بلغ عدد سكانها 20٬836  نسمة، في 2010، عاصمتها روتشستر، تبلغ مساحتها 962 كيلومتر مربع.

## الموقع
تشترك في الحدود مع:
- مقاطعة مارشال
- مقاطعة ميامي.

## التقسيمات الإدارية
- روتشستر.

## أعلام
- كاندي ميلر